# Naphrys
Naphrys is een geslacht van spinnen uit de familie springspinnen (Salticidae).

## Soorten
De volgende soorten zijn bij het geslacht ingedeeld:
- Naphrys acerba (Peckham & Peckham, 1909)
- Naphrys bufoides (Chamberlin & Ivie, 1944)
- Naphrys pulex (Hentz, 1846)
- Naphrys xerophila (Richman, 1981)